# Nova Timboteua
Nova Timboteua is een gemeente in de Braziliaanse deelstaat Pará. De gemeente telt 12.677 inwoners (schatting 2009).